# Llengües omòtiques
No s'ha de confondre amb l'omotik, una llengua de Kenya que segons un cens lingüístic de l'any 1980 tenia una cinquantena de parlants.

## Llengües omòtiques
- Aari (també anomenada bako, biyo, galila, gozza, laydo, seyki, shangama, sido, ubamer i zeddo)
- Bench (també anomenada becn, gimira, mer, mernon, non, she i shenon)
- Bosha (desapareguda)
- Dime
- Dizoid (també anomenada dizi, jeba, adikas, nayi, na'o, sheko, dorsha, bulla i daan)
- Hamer (també anomenada karo i banna)
- Kefoid (també anomenada kafa, bonga, manjo, mocha, boro, shinasha, amuru, wembera, gamila, guba, anfillo, gonga, kaficho i kafi nono)
- Mao (també anomenada bambassi, hozo, bambesha, seze, begi, ganza, bambeshi, siggoyo, amam, fadiro, didessa i kere)
- Ometo (també anomenada ch'ara, wolaitta, basketo, welamo, dache, dawro, dorze, laha, gamo, gofa, kullo, konta, kucha, malo, oyda, ganjule, zala, balta, gidicho, kachama, dokka, doko, dolo, misketto, basketto, gatame, haruro, zayse, koorite, koyra, badittu, masketo, maale, wolamo, zergula, amarro, kore, badittu i nuna)
- Yemsa (també anomenada yem, fofa i toba)